# Успение Богородично (Бараково)
Вижте пояснителната страница за други значения на Успение Богородично.
„Успение Богородично“ е православна църква в село Бараково, България, част от Неврокопската епархия на Българската православна църква.

## История
Бараково в 1894 година минава в Неврокопската епархия. Църквата е построена в османско време като митническа сграда и е разположена веднага вляво след моста на Рилската река, по която до 1912 година минава османско-българската граница. След освобождението на Бараково през Балканската война, в 1913 година сградата е преустроена в църква. Майсторите на храма са Мите Атанасов Донин, Чиме Митев, А. Митев, Хр. Митев, В. Томов, Ан. Христов и Ст. Воденичарски. Храмът е осветен на 20 октомври 1920 година от митрополит Макарий Неврокопски. В храма служи горноджумайският свещеник Аврам Младенов. След основаването на самостоятелна енория, пръв духовник става свещеник Александър Миленков.